# Jakob Vetsch (Pfarrer)

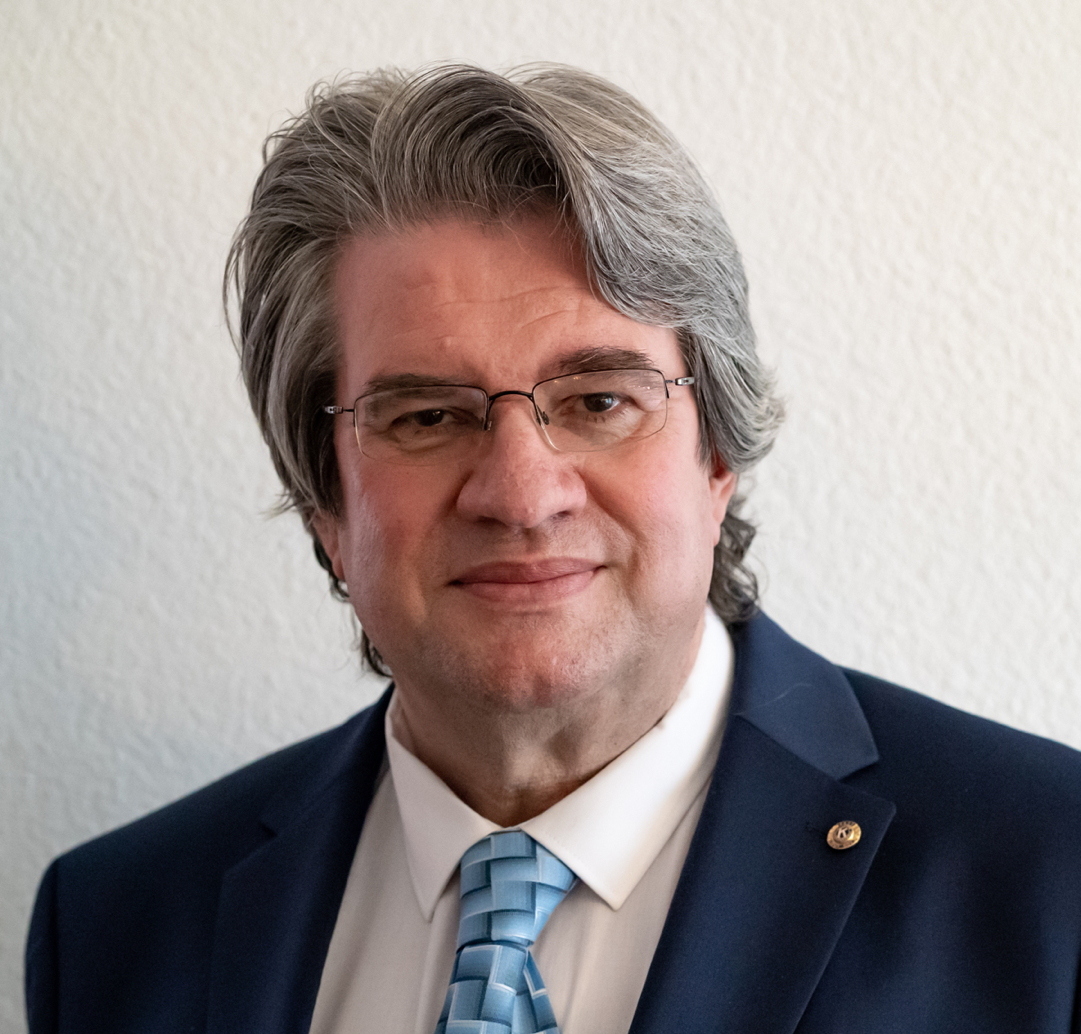
Jakob Vetsch (2021)

Jakob Vetsch (* 18. April 1954 in Rorschach, heimatberechtigt in Grabs und Zürich) ist ein evangelisch-reformierter Pfarrer und Buchautor in der Schweiz.

## Jugendzeit und Studienjahre

### Im Kanton St. Gallen
Jakob Vetsch wurde am 18. April 1954 als Sohn des nachmaligen sankt-gallischen Regierungsrats Florian Vetsch von Grabs und der Anny Vetsch–Engler von Sevelen in Rorschach geboren. Seine Kindheit verbrachte er zusammen mit seinen Geschwistern Heidy und Florian in Buchs SG, wo er die Volksschulen durchlief. Bis zur Wirtschaftsmaturität 1973 besuchte er zuerst die Kantonsschule Sargans, dann die Kantonsschule am Burggraben in St. Gallen. Dort verbrachte er seine Jugendzeit. In der Mittelschule wurde er u. a. bei Alfred Schefer in Philosophie, Hannes Schwander in deutscher Literatur und Erwin Staehelin in Wirtschaftsfächern unterrichtet.

### In Basel
Da er sich aufgrund eines nächtlichen Traumes kurz vor der Wirtschaftsmatura für den Pfarrberuf entschied, erwarb sich Vetsch die für das Theologiestudium erforderlichen Ergänzungsmaturitäten in den Sprachen Griechisch, Latein und Hebräisch an der damaligen Kirchlich-theologischen Schule (KTS) Basel. Dort nahm er von 1973 bis 1976 am A-Kurs teil.
Zugleich absolvierte er ein Studium der evangelisch-reformierten Theologie an der Universität Basel. Dort lehrte der Alttestamentler und Wissenschaftler für semitische Sprachen Ernst Jenni auch die akkadische Sprache. Ein Gastsemester führte Vetsch an die römisch-katholische Theologische Fakultät der Albert-Ludwigs-Universität Freiburg im Breisgau. Dort lehrten Karl Lehmann Dogmatik und Peter Fiedler (als Assistent von Anton Vögtle) Neues Testament. Während des Studiums in Basel betätigte sich Vetsch als Privat-Assistent von Heinrich Ott, Professor für Systematische Theologie.

### In Reinach BL
Seine Wohngemeinde Reinach BL wählte ihn im November 1975 in den Einwohnerrat, dem er vom 1. Januar 1976 bis zum 30. Juni 1977 angehörte, die Fraktion der sozialdemokratischen Ortspartei präsidierte und sich schwerpunktmässig für Umweltanliegen auf kommunaler Ebene miteinsetzte (Nutzung von Solarenergie bei öffentlichen Liegenschaften; Naturschutzgebiet Reinacher Heide). Er engagierte sich an den örtlichen Schulen mit dem Erteilen von Religionsunterricht, war Mitglied der Kirchenpflege und arbeitete bei den Vorbereitungen der Reformbewegung Birsecker Synode mit, einer Vorläuferin der Schweizerischen Evangelischen Synode (SES), die von 1981 bis 1987 abgehalten wurde.

## Berufsleben

### In Klosters-Serneus GR

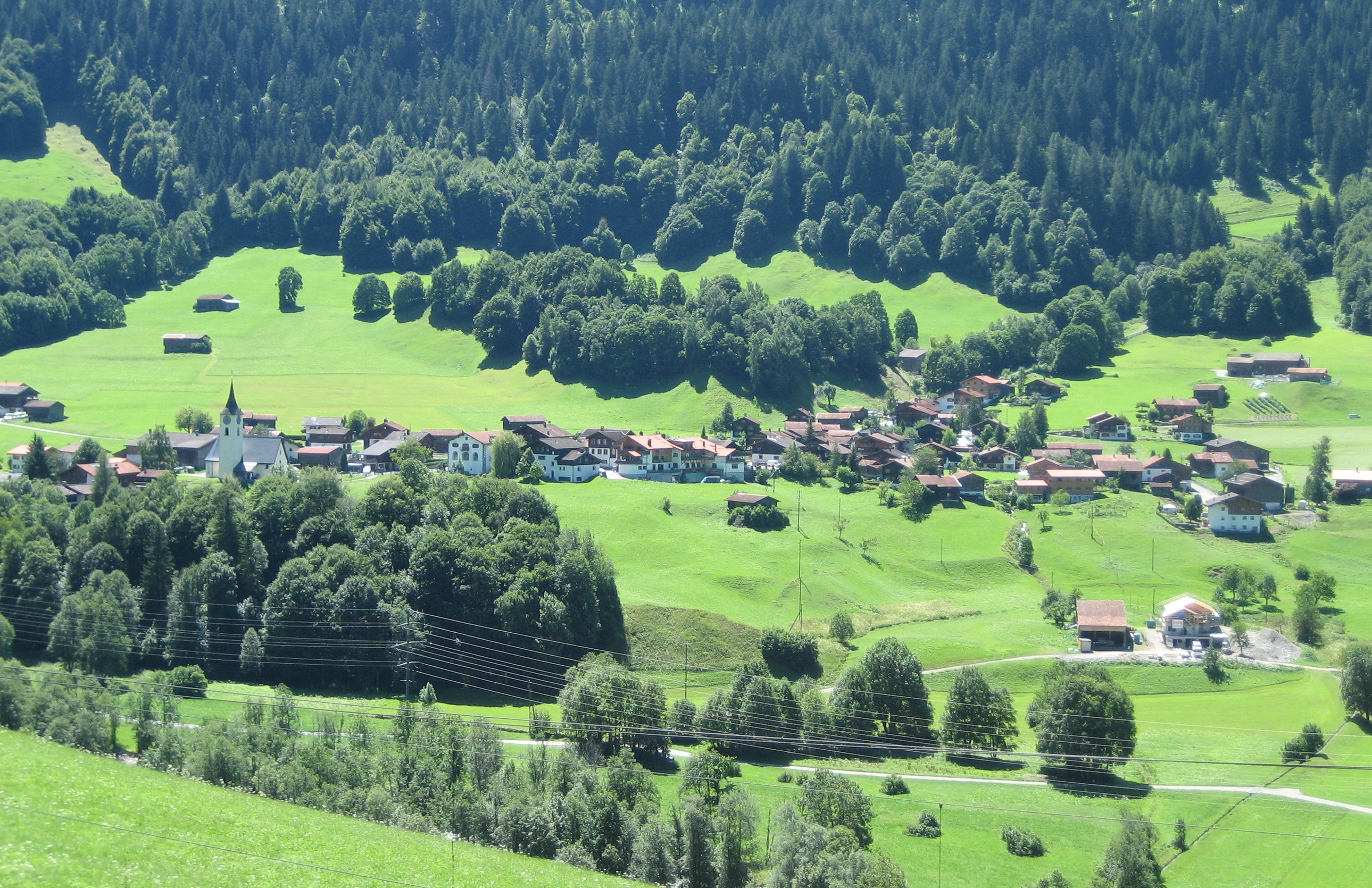
Das Dorf Serneus mit vorgelagerter Kirche St. Sebastian, Juli 2008.

In seiner Studienzeit und in den ersten Pfarramtsjahren war er auch dem ehemaligen Serneuser Pfarrer und systematischen Theologen Klaus Otte eng verbunden, dessen christologischer, interreligiöser und homiletischer Ansatz in seiner Arbeit nachwirkten: Als prägend dürfen Erwähnung finden: Die Freude an der Gemeindearbeit sowie der theologischen Reflexion und vor allem die Verbindung von beidem im Sinne «Durch Gemeinde zur Predigt», wie ein Buchtitel von Klaus Otte lautet, auch unter Einbezug von Kunst. So ist die Predigt, aus welcher der Glaube kommt, ein steter Dialog, ein Gespräch, das durch Johann Wolfgang von Goethe als noch erquicklicher denn das Licht bezeichnet wurde. Dabei ist die interreligiöse Ausrichtung vom Gekreuzigt-Auferstandenen her zentral.
Auf den 1. Juli 1977 wurde Vetsch als Pfarrstellvertreter, Vikar und Pfarrer in die Kirchgemeinde Klosters-Serneus im Prättigau mit Wohnsitz in Serneus berufen. Am 29. Juni 1980 nahm er anlässlich der Synodenversammlung in Zizers die Ordination zum Pfarrdienst mit dem Wahlfähigkeitszeugnis entgegen und wurde in die Bündner Synode (ehedem Evangelisch-Rätische Synode) aufgenommen. Die Bsatzig (Kreisversammlung) des Kreises Klosters hatte ihn am 6. Mai 1979 zum Friedensrichter-Stellvertreter bestimmt, ein Mandat, das er bis zum 31. Juli 1982 ausübte. In dieser Zeit versah er auch das Präsidium der Sektion Prättigau-Herrschaft des Schweizerischen Protestantischen Volksbunds.
Anlässlich eines Hausbesuches im Frühjahr 1979 auf dem Höfli wurde ihm die Broschüre Anton von Sprechers über das Zinsbuch der Kirche von Serneus vom Jahre 1479 gezeigt, wodurch er auf das anstehende 500-Jahr-Jubiläum des Kirchenbaus dieser Sebastianskirche aufmerksam wurde und in Zusammenarbeit mit dem Vorstand die Vorbereitungen zur Feier im Herbst traf. So wurde am Reformationssonntag, dem 4. November 1979, das 500-jährige Bestehen des Gotteshauses St. Sebastian zu Serneus mit einem Festgottesdienst zusammen mit den Pfarrern Karl Otto Sulzbach und Klaus Otte gefeiert und das Büchlein Das Gotteshaus zu Serneus. Festschrift zur 500-Jahr-Feier 1479–1979 in erster Auflage herausgegeben. Fünfundzwanzig Jahre danach wurde die um die Serneuser Haussprüche erweiterte und aktualisierte Neuauflage zur 525-Jahr-Feier vom Samstag, dem 7. August 2004, von der Evangelisch-reformierten Kirchgemeinde Klosters-Serneus herausgegeben.
Eltern, vor allem Väter, berichteten Ende der 70er Jahre, dass sie ihren Kindern infolge veränderter Lebensgewohnheiten und somit verkürzter Aufenthaltszeit auf den Maiensässen (Sommerschule, Mobilität, Radios) nicht mehr in dem Masse Sagen und Geschichten erzählten, wie sie es einst noch gehört hatten. Daher nahm der Gemeindepfarrer sein Diktaphon-Gerät mit auf die Hausbesuche und liess sich die Erzählungen aus früheren Zeiten von älteren Dorfbewohnern vermitteln, nahm sie auf, übertrug sie hernach Satz für Satz ins Stenogramm und tippte sie mit der Schreibmaschine ins Manuskript. Vereint mit in älteren Bündner Kalendern und Schriften gefundenem und erhaltenem Erzählgut fügte er sie anno 1982 zusammen im Buch Ds Goldbrünneli mit Fotos von Thomas Jost. Viele Jahre später diente diese Sagensammlung aus Klosters und Umgebung als Grundlage für den Sagenpark vom Madrisa-Land, das als ein Erlebnispark auch für Körper- und Sehbehinderte gestaltet und am 8. August 2009 auf der Saaseralp offiziell eröffnet wurde.

### In Wartau-Gretschins SG

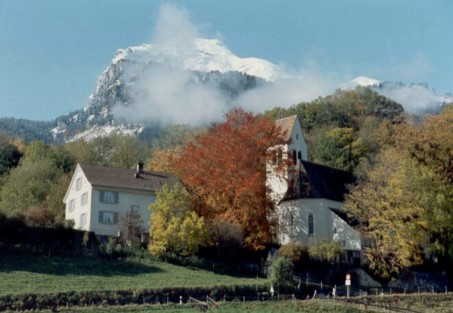
Kirche und Pfarrhaus Gretschins, 1993.

Ab 1. August 1982 war Vetsch in der damaligen Kirchgemeinde Wartau-Gretschins in Wartau SG mit Wohnsitz im Pfarrhaus Gretschins tätig. Dort hatten mit der Pfarrfamilie Tschudi bereits entfernte Vorfahren mütterlicherseits gewirkt und war nun Hans Sulser-Corrodi Präsident und später Laienprediger. Ab 1994 war er als dessen Nachfolger Mitglied der Synode der Evangelisch-reformierten Kirche des Kantons St. Gallen. Er wurde zum Vizedekan des Kirchenbezirks Rheintal-Werdenberg-Sargans gewählt. Hier entstanden die meisten Buchwerke und wurde der Grundstein für die Seelsorge im Internet gelegt, deren Leitsätze lauteten: «Seelsorge als Angebot auf allen wichtigen Kommunikationskanälen» und «Helfen, ohne nach Schuld zu fragen und ohne Dank zu erwarten».
Mit den veröffentlichten thematischen Predigtreihen entwickelte er eine Art phänomenologische Methodik in der Theologie. Zu seiner Zeit brachte er mit dem Buch Wolf und Lamm die Tiere und ihre Symbolik in den hiesigen Kirchen zur Sprache, ähnlich wie es der reformierte Pfarrer J. C. H. Olie für den niederländischen Sprachraum gemacht hatte.

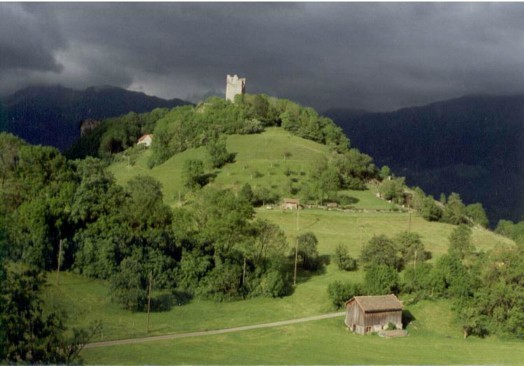
Stimmungsbild von Wartau, Juni 1991.

Ab Januar 1983 wurde zur Förderung von Künstlern und Kunst sowie dem Austausch und der Gemeinschaft unter den Gottesdienstteilnehmenden regelmässig zu Ausstellungen ins Unterrichtszimmer des Pfarrhauses Gretschins eingeladen. Dieses nachhaltige Projekt wurde zusammen mit seinem Cousin, dem Grabser Künstler Hans Eggenberger initiiert. So konnten in der Kirche von Gretschins auch Predigten zu Bildern von Kunstschaffenden, die vornehmlich aus der weiteren Umgebung stammten, gehört werden. Die zuweilen heilende Wirkung von Gemälden und Kunst wurde in die seelsorgerische Arbeit miteinbezogen.
Die aus der Zusammenarbeit mit der Werdenberger Jagdhornbläsergruppe erwachsene und am 15. November 1987 in der St.-Martins-Kirche von Gretschins abgehaltene Hubertus-Feier wurde von Livio Penco (1943–2011) und Irene Cimmino, Triest, in die italienische Sprache übertragen, mit kirchlicher Genehmigung vom 5. April 1991 im Friaul durchgeführt und ins Netz gelegt.
In dessen Anfangszeiten 1987/1988 wirkte Vetsch an der Entstehung des Werdenberger Jahrbuchs mit, das von der Historisch-Heimatkundlichen Vereinigung der Region Werdenberg herausgegeben wird. Ebenso engagierte er sich in der Redaktionskommission des St. Galler Kirchenboten.

### In der Stadt und im Kanton Zürich
Am 1. November 1996 trat Vetsch eine neue Stelle als Pfarrer in der damaligen evangelisch-reformierten Kirchgemeinde Matthäus in Zürich an, die er bis Ende Februar 2007 innehatte. Dort wurde am 25. April 1998 die Kirchliche Internet-Surfstation (K.I.S.S.) eröffnet, welche ein Novum für die damalige Zeit darstellte. Die Zeitung Die Vorstadt berichtete: Andere Kirchgemeinden können die Geräte für Kurse und für den Unterricht nutzen oder von den Erfahrungen der Pioniere profitieren, wenn sie ein ähnliches Projekt realisieren wollen. Es wurden Internet- und Handy-Kurse abgehalten, um die Berührungsängste mit den neuartigen Medien abzubauen. Diese Surfstation bot auch der im Jahr 1997 von André Neidhart gegründeten und 1998 mit eigener Homepage online gegangenen interkantonalen Gruppe SeniorInnen im Netz eine Heimat für ihre Zusammenkünfte, deren erstes Treffen am 14. November 1997 stattfand.

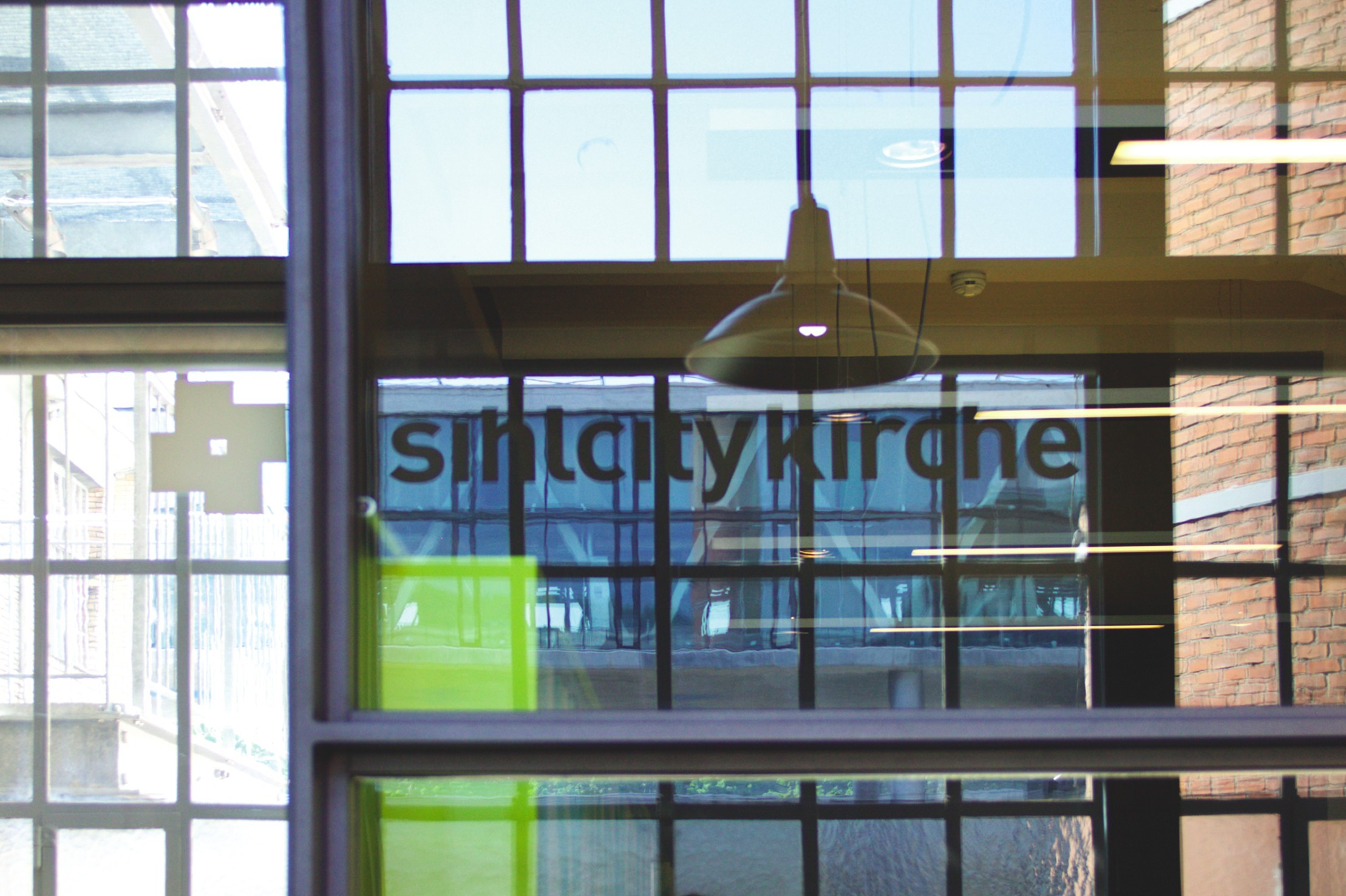
Spiegelung in Sihlcity, 2007.

Vom 1. März 2007 bis 30. Juni 2018 arbeitete Vetsch im Seelsorgeteam (Co-Leitung) der ehemaligen ökumenischen und interreligiös offenen Sihlcity-Kirche im Einkaufs- und Freizeitzentrum Sihlcity in Zürich, der ersten Schweizer Kirche in einem Einkaufszentrum. Dort gab er das wöchentliche Rastwort, ein Begriff, der eigens für die Kirche im Einkaufszentrum geschaffen wurde, mit heraus. Zudem leitete er vom Mai 2011 bis Juli 2017 die dienstäglichen Morgengebete der Wasserkirche in der Altstadt von Zürich und war vom April 2013 bis Juni 2018 für die Organisation der dortigen sonntäglichen Abendgottesdienste zuständig.
Vom 1. September 2019 bis 30. Juni 2020 war er ein Mitglied des ökumenischen Seelsorgeteams (Co-Leitung und Leitung) beim ökumenischen und interreligiös offenen Raum der Stille Raum+Stille im  Einkaufszentrum Glatt. Dort initiierte er die monatliche Herausgabe des spirituellen Newsletters Wort+Stille.
Ab 1. Oktober 2021 bis zum 30. April 2024 arbeitete er im Pfarramt der Kirchgemeinde Dättlikon-Pfungen im unteren Tösstal mit, mit Verabschiedung am 23. Juni 2024. Hier waren die Bände Ich wache über mein WORT. Dättliker Predigten sowie ma na be bedeutet glauben. Predigten entstanden.

### Neben- und ehrenamtliche Tätigkeiten
- Von 1997 bis 2011: Mitglied der liberalen Fraktion in der Kirchensynode der Evangelisch-reformierten Landeskirche des Kantons Zürich; Präsidium der vorberatenden Kommission zum Postulat Vision Kirche 2019.[58]
- Ab 1999: Zusammenarbeit mit und ab 2014 Mitarbeit bei Green Cross Schweiz.[59]
- 2011/2012: Präsident vom Kiwanis-Club Zürich-Manesse; 2014/2015 Lt. Governor der Division 14 vom Kiwanis-District Schweiz-Liechtenstein.
- Vom 19. Oktober 2016 bis zum 16. Mai 2025: Stiftungsrat (Member of the Board of Trustees) der gemeinnützigen Valoren-Stiftung mit Sitz in Vaduz.[60]
- April 2017 bis April 2018: Präsident der St. Anna Gemeinde, eine Gründung der Evangelischen Gesellschaft Zürich.
- Seit 2021: Einsitz im Vorstand des Vereins Charity Project Krong Buk in Vietnam.[61]

## Engagement im Internet

### Internet-Seelsorge
Am 27. September 1995 gründete Vetsch vom Pfarrhaus Wartau-Gretschins aus zusammen mit dem IT-Spezialisten Stefan Hegglin die erste, ökumenische Internet-Seelsorge. Diese nahm ihren Anfang im Rahmen von dessen Nachdiplom-Arbeit Regional Networks Rheintal auf dem Pluto-Rechner beim NTB Buchs SG, wurde ab dem 1. Januar 1996 beim Webdienst Vorarlberg Online weitergeführt und erhielt schliesslich am 19. Februar 1997 auf dem Server Seelsorge.net eine eigene Plattform. Dem Seelsorge.net waren auch die ersten Dienste Behinderte im Internet / Handicapped on the Internet mit A. David Brown aus Deutschland sowie ab 1998 Trauernde im Internet mit Ebo und Monique Aebischer-Crettol angegliedert; dem Team gehörte damals auch Mary Olson aus Ohio (USA) mit ihrem ersten interreligiös offenen Dienst The Abrahamic Family («Die Familie Abrahams») an, dessen Intention eine virtuelle Verbindung der abrahamitisch geprägten Religionen Judentum, Christentum und Islam war.

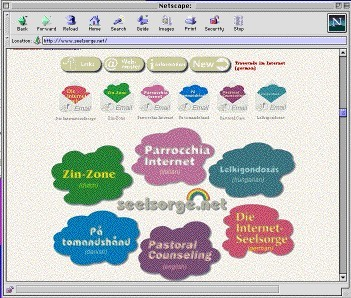
Das sechssprachig angebotene Seelsorge.net am 28. Juni 1998.

Im Jahr 1998 wurde das Alter der meisten Internet-Benützer auf zwischen vierzehn und neununddreissig Jahre geschätzt. Bei der Internet-Seelsorge meldeten sich damals vor allem Ratsuchende zwischen dreissig und vierzig Jahren, was jener Altersgruppe entsprach, welche den Kirchen ziemlich verloren gegangen war. Das Anliegen der Internet-Seelsorge war jedoch nicht primär, das neue Kommunikationsmittel Internet für die Kirche nutzbar zu machen, sondern sich umgekehrt zu fragen, was kann die Kirche auf diesem Wege für die Menschen machen.
Am 29. Juli 1999 wurde als Ergänzung dazu in Zusammenarbeit mit der Telekommunikationsfirma diAx, später Sunrise, die SMS-Seelsorge lanciert, welche bald auch über die Applikation WAP angeboten werden konnte. Um diese Hilfestellungen per E-Mail und per SMS bewältigen zu können, baute Vetsch ein mehrsprachiges, internationales Freiwilligen-Team auf, das aus Berufsfachkräften bestand: Deutsch (Die Internet-Seelsorge), Italienisch (Parrochia Internet, ab Mai 1996), Französisch (cure d’âme, Aide Spirituelle), Englisch (Pastoral Counseling / Pastoral Care on the Internet, ab September 1997), Niederländisch (Zin-Zone, ab 1998), Ungarisch (Lelkigondozás, ab Oktober 1997) und Dänisch (På tomandshånd, ab März 1997). Es bildete während Jahren das Seelsorge-Angebot im Internet, nicht nur für die Schweiz, sondern auch für das Kathweb Österreich, das Bistum Würzburg, die EKD in Deutschland, die Lutherische Kirche Ungarn u. a.
Am 31. März 2004 übergab Jakob Vetsch die Leitung der Internet- und der SMS-Seelsorge an Hans Peter Murbach. Im fünfundzwanzigsten Jahr des Bestehens der Internetseelsorge verzeichnete das Seelsorge.net unter der Geschäftsleitung von Martina Rychen infolge der Ausbreitung der COVID-19-Pandemie im Jahr 2020 einen sprunghaften Anstieg der Anfragen, wie denn naturgemäss die digitalen Angebote und deren Inanspruchnahme ganz allgemein kräftig und nachhaltig zunahmen. So hält denn die Nachfrage für digitale Seelsorgebegleitung auch in den Jahren nach der Pandemie unter der Leitung von Pascal Gregor eindrücklich an.

### Webauftritte
Vom 19. Februar 1997 bis zum 31. März 2004 hielt der Pfarrer die Domain seelsorge.net für die Internet-Seelsorge. Seit dem 24. August 1999 unterhält er mit der Domain christentum.ch Ein Portal für das Christentum in der Schweiz und seit dem 23. Januar 2003 mit der Domain christentum.li Ein Portal für das Christentum in Liechtenstein mit entsprechenden Links, Texten und Bildern. Von 2002 bis 2016 hielt er zudem die Domain mantuitor.ro Pagină de spiritualitate pentru lumea creştina din România (in rumänischer Sprache).

### Europäische Christliche Internet Konferenz (ECIC)

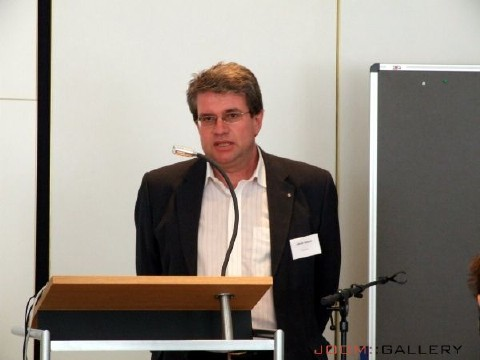
Jakob Vetsch an der 16. ECIC vom 16. Juni 2011 in München.

Von 1997 bis 1999 wirkte er im Lenkungsausschuss (Steering Committee) der am 22./23. November 1996 in den Räumen des Gemeinschaftswerk der Evangelischen Publizistik in Frankfurt am Main erstmals zusammengetretenen Europäischen Christlichen Internet Konferenz (ECIC) mit und war dort Referent für die Seelsorge im Internet (Pastoral Care on the Internet). So engagierte er sich – zusammen mit Iain Morrison (Schottland), Matthias Schnell und Klaus Stoll (Deutschland), Carla Vermin-Anderson (Niederlande) sowie Gábor Bogdányi (Ungarn) – an der Vorbereitung und der Durchführung der ECIC II 1997 am University College of St Martin in Lancaster UK, der ECIC III 1998 in Driebergen NL und der ECIC IV 1999 in Budapest HU.
An der 16. Versammlung der ECIC vom 15.–18. Juni 2011 im Exerzitienhaus Schloss Fürstenried in München machte er darauf aufmerksam, dass die Bedeutung der neuen Kommunikationswege für die Verbreitung des Evangeliums und für die Präsenz der Kirchen noch unterschätzt werde: Vetsch betonte vor vierzig landeskirchlichen Experten aus neun Ländern die Wichtigkeit von Social Media und Apps, um nahe bei den Menschen zu sein.

## Auszeichnungen
- Anerkennungspreis durch die St. Gallische Kulturstiftung für das literarische Schaffen als Pfarrer; überreicht am Freitag, 10. Juni 1994 in Grabs SG.[114][115][116] Ein Auszug aus der Laudatio, vorgetragen vom damaligen Präsidenten Bruno Isenring: Eine grosse Freude am Wort und eine starke innere Verpflichtung, das Wort zu deuten, es seiner Gemeinde in handlicher Form zugänglich und verständlich zu machen, veranlassen Pfarrer Jakob Vetsch zu schreiben. Eine Reihe von Predigtbänden, Meditationsbüchern und Schriften zu lokalen Themen legen Zeugnis ab von seiner Kunstfertigkeit im schöpferischen Umgang mit der Sprache und seinem Einfallsreichtum, den Gemeindegliedern und einem weiteren Leserkreis wesentliche Themen nahezubringen.

- Diplom für humanitäre Verdienste von der Stiftung Timişoara '89 zur geistigen, kulturellen und sozialen Förderung der Stadt Timişoara in Rumänien, im Jahr 2017 verliehen durch den Gründungspräsidenten Petru Ilieşu.[117]

- Unter Anerkennung des Buchwerkes und des seelsorgerischen Einsatzes im Internet: Promotion in Christian Counseling (Seelsorge) am 12. Januar 2022 an der staatlich anerkannten Christian Leadership University, Florida, USA. Ebenda Promotion in Theology (Theologie) am 14. Januar 2023 mit der Dissertation Jacob's Dream and Paul's Vision – A comparison of the concept of the House of God in the Old and in the New Testament, or: How God Builds His House.

## Buchwerke

### Predigtbücher
- Wolf und Lamm. Predigten über Tiere. Begleitwort von Peter Schneider, Mainz. Federzeichnungen von Rolf Cigler, Zürich. Oesch Verlag, Glattbrugg (Zürich) 1984. ISBN 3-85833-327-1 Digitalisat bei Zentralbibliothek Zürich[118]
- Davids Harfenspiel. Predigten über Kinder. Illustrationen von Rolf Cigler, Zürich. Oesch Verlag, Glattbrugg (Zürich) 1985. ISBN 3-85833-340-9 Digitalisat bei Zentralbibliothek Zürich
- Staunend sah er den Sternenbogen. Predigten über Sonne, Mond und Sterne. Illustrationen von Josephine Maag-Maihoff. Oesch Verlag, Zürich 1987. ISBN 3 85833 359 X Digitalisat bei Zentralbibliothek Zürich
- Die Flügel der Seele ausspannen. Ausgewählte Predigten. Umschlagfoto von Mario Florin. Theologischer Verlag Zürich TVZ, Zürich 1991. ISBN 3-290-10142-8 Digitalisat bei Zentralbibliothek Zürich
- Leid und Reife. Predigten zu Texten von William Wolfensberger. BuchsDruck & Verlag, Buchs SG 1995. ISBN 3-905222-73-6. Digitalisat bei Zentralbibliothek Zürich[119]
- Kumpanen Christi und andere Predigten. Geleitwort von Cornelia Vogelsanger. Verlag Books Ex Oriente, Edition Occidente, München 2013. ISBN 978-3-9815153-4-3 Digitalisat bei e-Helvetica Access Digitalisat bei Zentralbibliothek Zürich[120]
- Ich wache über mein WORT. Dättliker Predigten. Fromm Verlag, Saarbrücken 2022. ISBN 978-620-2-44241-1
- ma na be bedeutet glauben. Predigten. Fromm Verlag, Saarbrücken 2023. ISBN 978-613-8-36065-0
- Die Hütte Gottes bei den Menschen. Predigten, Vorträge, Artikel. Fromm Verlag, Saarbrücken 2024. ISBN 978-613-8-37948-5

### Meditationsbücher
- Wenn du dich sehnst, Bildmeditationen für 30 Tage, Fotos von Thomas Jost, Blaukreuz Verlage Bern und Wuppertal, 1984, 1985, 1987. ISBN 3 85580 174 6 Blaukreuz-Verlag Bern, ISBN 3 920106 88 1 Blaukreuz-Verlag Wuppertal Digitalisat bei Zentralbibliothek Zürich[121]
- Wenn du suchst, Bildmeditationen für 30 Tage, Fotos von Thomas Jost, Blaukreuz Verlage Bern und Wuppertal 1986, 1989. ISBN 3 85580 203 3 Blaukreuz-Verlag Bern, ISBN 3 89175 011 0 Blaukreuz-Verlag Wuppertal Digitalisat bei Zentralbibliothek Zürich
- Wenn du traurig bist, Bildmeditationen für 30 Tage, Fotos von Thomas Jost, Blaukreuz Verlage Bern und Wuppertal 1988, 1990. ISBN 3 85580 241 6 Blaukreuz-Verlag Bern, ISBN 3 89175 033 1 Blaukreuz-Verlag Wuppertal Digitalisat bei Zentralbibliothek Zürich
- Wenn du einsam bist, Bildmeditationen für 30 Tage, Fotos von Thomas Jost, Blaukreuz Verlage Bern und Wuppertal 1990. ISBN 3 85580 269 6 Blaukreuz-Verlag Bern, ISBN 3 89175 062 5 Blaukreuz-Verlag Wuppertal Digitalisat bei Zentralbibliothek Zürich
- Wenn du leben willst, Bildmeditationen für 30 Tage, Fotos von Thomas Jost, Blaukreuz Verlage Bern und Wuppertal 1992. ISBN 3 85580 315 3 Blaukreuz-Verlag Bern, ISBN 3 89175 090 0 Blaukreuz-Verlag Wuppertal. Digitalisat bei Zentralbibliothek Zürich[122][123]
- Neunundneunzig Rastworte aus Sihlcity, Verlag Books Ex Oriente, Edition Occidente, München 2012. ISBN 978-3-9815153-2-9 Digitalisat bei e-Helvetica Access Digitalisat bei Zentralbibliothek Zürich[124]

### Ehebuch
- Wer mit dem Herzen sieht – Ratgeber für das Leben zu zweit. Vorwort: Kerstin Bärtsch. Oesch Verlag, Zürich 1988 (auch unter christentum.ch). Überarbeitete Neuauflage: Oesch Verlag, Zürich Herbst 2002. ISBN 3-0350-0013-1 Digitalisat bei Zentralbibliothek Zürich

### Weitere Bücher
- Das Gotteshaus zu Serneus. Festschrift zur 500-Jahr-Feier 1479–1979 mit Geleitwort von Georg Florin und Vorwort von Klaus Otte. Herausgegeben von der Evangelisch-reformierten Kirchgemeinde Klosters-Serneus 1979
- Das Gotteshaus zu Serneus. Festschrift zur 500-Jahr-Feier 1479–1979 und zur 525-Jahr-Feier 1479–2004 Mit Serneuser Haussprüchen erweiterte Auflage, Geleitwort von Georg Grass. Herausgegeben von der Evangelisch-reformierten Kirchgemeinde Klosters-Serneus 2004 Digitalisat bei Zentralbibliothek Zürich
- Ds Goldbrünneli. Eine Sagensammlung aus Klosters und Umgebung. Mit Einleitung, Quellen-, Literatur- und Stichwortverzeichnis. Fotografische Illustrationen von Thomas Jost, Verlag J. Haltiner, Klosters 1982 / 1998. ISBN 3-9521567-0-1 Digitalisat bei Zentralbibliothek Zürich[125] – Vertonung zur Eröffnung des Sagenparkes im Madrisa-Land auf Saaseralp am 8. August 2009 mit der CD Sagenhaftes vom Sagenpark, Madrisa-Land Stimme: Radiomoderatorin Yvonne Dünser. Herausgegeben von der Stiftung Erlebnis mit Herz – Madrisa, Klosters-Dorf 2009
- Das schöne Werdenberg. Ein Bildband mit Fotos von Markus Beyeler BuchsDruck & Verlag, Buchs 1985. ISBN 3 905 222 159 Digitalisat bei Zentralbibliothek Zürich[126]
- Das Geheimnis der Kirche von Gretschins. Symbolik im alten Kirchenbau, dargestellt an der St. Martinskirche Wartau-Gretschins (= Werdenberger Bücher-Reihe. Band 10). BuchsDruck und Verlag, Buchs/SG 1991, ISBN 3-905222-61-7 (formal falsch). Digitalisat bei Zentralbibliothek Zürich
- How God Builds His House: Jacob's Dream and Paul's Vision – A comparison of the concept of the House of God in the Old and in the New Testament (Englischsprachige Dissertation an der Christian Leadership University, Florida USA 2023). Lambert Academic Publishing, Saarbrücken 2023. ISBN 978-620-5-64105-7